# Santiago (Sesimbra)
Santiago es una freguesia portuguesa del municipio de Sesimbra, con 1,99 km² de área e 5 793 habitantes (2001). Densidad: 2916,9 hab/km².

## Patrimonio

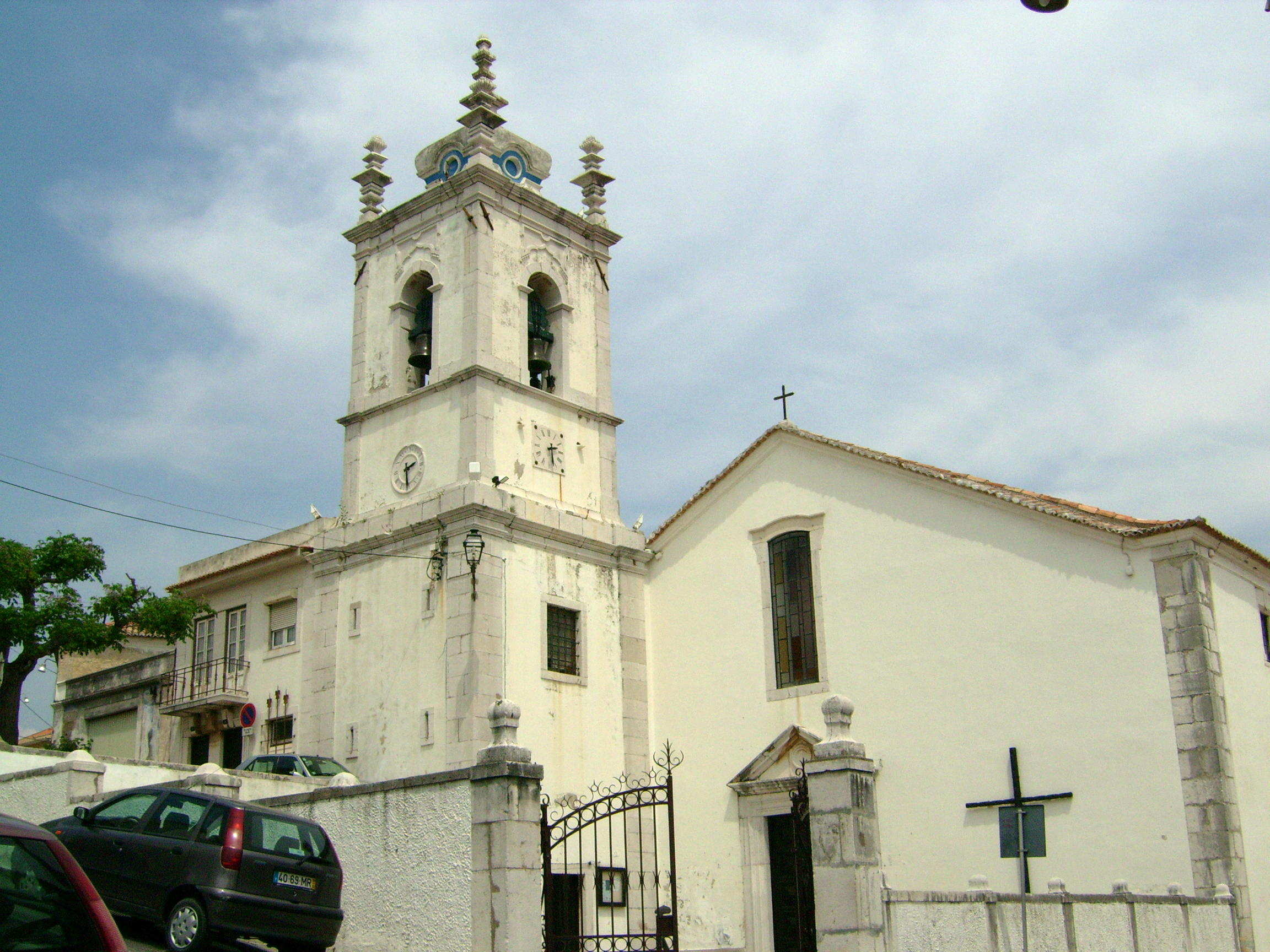
Forte de Santiago o Fortaleza de Santiago
- Pelourinho de Sesimbra
- Capela do Espírito Santo dos Mareantes
- Hospital do Espírito Santo dos Mareantes
- Casa do Bispo
- Iglesia Matriz de Santiago

- Iglesia Matriz de Santiago

- Datos: Q546619
- Multimedia: Santiago (Sesimbra) / Q546619